# Arrow Point
Arrow Point és una població dels Estats Units a l'estat de Missouri. Segons el cens del 2000 tenia 133 habitants.

## Demografia
Segons el cens del 2000, Arrow Point tenia 133 habitants, 62 habitatges, i 43 famílies. La densitat de població era de 98,8 habitants per km².
Dels 62 habitatges en un 16,1% hi vivien nens de menys de 18 anys, en un 62,9% hi vivien parelles casades, en un 4,8% dones solteres, i en un 30,6% no eren unitats familiars. En el 25,8% dels habitatges hi vivien persones soles l'11,3% de les quals corresponia a persones de 65 anys o més que vivien soles. El nombre mitjà de persones vivint en cada habitatge era de 2,15 i el nombre mitjà de persones que vivien en cada família era de 2,51.
Per edats la població es repartia de la següent manera: un 18% tenia menys de 18 anys, un 3% entre 18 i 24, un 21,1% entre 25 i 44, un 36,8% de 45 a 60 i un 21,1% 65 anys o més.
L'edat mediana era de 49 anys. Per cada 100 dones de 18 o més anys hi havia 87,9 homes.
La renda mediana per habitatge era de 21.429 $ i la renda mediana per família de 22.143 $. Els homes tenien una renda mediana de 23.750 $ mentre que les dones 15.625 $. La renda per capita de la població era d'11.014 $. Entorn del 25% de les famílies i el 34,1% de la població estaven per davall del llindar de pobresa.

## Poblacions més properes
El següent diagrama mostra les poblacions més properes.